# Mistrzostwa Azji w Boksie 1983
Wyniki zawodów bokserskich, które rozgrywane były w dniach: 11–17 grudnia 1983 r. w Naha (Japonia).

## Medaliści
| Kategoria wagowa               | Złoto              | Srebro            | Brąz                               |
| Waga papierowa (-48 kg)        | Oh Kwang-soo       | Mamoru Kuroiwa    |                                    |
| Waga musza (-51 kg)            | Park Jae-sok       | Issac Amaldas     | Seiki Segawa Leung Hoi Ping        |
| Waga kogucia (-54 kg)          | Park Yung-ok       | Sanguo Teraporn   |                                    |
| Waga piórkowa (-57 kg)         | Leopoldo Cantancio | Lee Choon-kil     | Satoru Azuma Subramani Nityanandan |
| Waga lekka (-60 kg)            | Yukito Arai        | Mariam Xavier     |                                    |
| Waga lekkopółśrednia (-63,5kg) | Akinobu Hiranaka   | Samruay Mongsong  | Asharaf Ali Kwon Hyun-kyu          |
| Waga półśrednia (-67 kg)       | An Young-su        | Chenanda Machaiah |                                    |
| Waga junior średnia (-71 kg)   | Lee Hae-jung       | Koji Iwasaki      | Raymundo Suico Chan Chor Ting      |
| Waga średnia (-75 kg)          | Chiharu Ogiwara    | Fazal Hussain     |                                    |
| Waga półciężka (-81 kg)        | Lee Ho-soo         | Muzaffar Ahmed    |                                    |
| Waga ciężka (-91 kg)           | Ismail Salman      | Kaur Singh        | Chung Ji-bok                       |
| Waga super ciężka (+91 kg)     | Habib Ullah        | Mohammad Abyad    | Kazuma Tokunaga Asam Salhabd       |